# Todeszauber
Todeszauber, in der englischsprachigen Ursprungsfassung: The Bone is Pointed, ist ein Kriminalroman des australischen Schriftstellers Arthur W. Upfield und der sechste, in dem er den Detektiv „Bony“ ermitteln lässt.

## Kontexte
Die Handlung spielt im äußersten Westen des australischen Bundesstaats Queensland. Im Übrigen ist der Ort der Handlung fiktiv, sowohl die Siedlung „Opal Town“ als auch das im Zusammenhang mit der Route eines Postautos erwähnte St Albans sowie die drei Rinder- und Schafbetriebe, Meena, Kawir und Mt. Lester.
Die Geschichte spielt im Winter 1937. Aus vorangegangenen Romanen der Serie wird in einem Nebenstrang der Handlung auf Das rote Flugzeug (Wings Above the Diamantina) Bezug genommen.

## Personen

### Ermittler
Bony ermittelt – diesmal ohne die Tarnung als verdeckter Ermittler – auf Drängen von „Old Lacy“, dem Eigentümer der Rinder- und Schaf-„Station“ Kawir. In der nächstgelegenen Ortschaft, Opal Town, ist Sergeant Blake als Polizist stationiert, mit dem Bony in der Ermittlung kooperiert.

### Die anderen
Auf der Rinder- und Schaf-„Station“ Kawir leben außer dem Patriarchen „Old Lacy“ noch „Young Lacy“, eigentlich Eric Lacy, ein begeisterter Pilot mit eigenem Flugzeug, der im Laufe der Handlung damit immer wieder Taxi-Dienste erbringt. Weiter lebt dort die Tochter von „Old Lacy“, Diana. Sie und der Eigentümer der Nachbar-Station Meena, John Gordon, möchten heiraten. Aber erstens ist Diana noch minderjährig und zweitens will ihr Vater was „Besseres“ für sie. Die beiden können sich also nur heimlich treffen. John Gordon und seine Mutter Mary versuchen, die lokale Gruppe der Aborigines, Kalchut, möglichst weitgehend von staatlichen Einflüssen fernzuhalten, um ihre Kultur zu schützen. Zu den Kalchut gehören „Nero“, der Führer der Gruppe, Wandin, Malluc, der „Medizinmann“, aber auch Jimmy Partner, der für die Gordons arbeitet und quasi mit zu deren Familie gehört.

## Handlung

### Vorgeschichte
Bevor Bony gerufen wird, ist auf Kawir der als gewalttätig bekannte Mitarbeiter Jeffrey Anderson verschwunden, nur sein Pferd ist nach Hause zurückgekehrt. Am Tag seines Verschwindens hat es geregnet, was die meisten Spuren von Anderson im Gelände verwischt hat.

### Der Kriminalfall
Fünf Monate später begibt Bony sich auf die Suche und kann auch minimale Spuren sichern. Sowohl die Aborigines als auch einige der Weißen verhalten sich sehr seltsam und misstrauisch ihm gegenüber. Als er aufgrund der Spuren das Geschehen in groben Zügen rekonstruieren kann, ohne den Täter schon zu kennen, sucht er nach dem Versteck der Leiche von Anderson. Die Aborigines belegen ihn daraufhin mit einem Zauber, der ihn töten soll. Bony wird dadurch krank, versucht aber trotzdem mit den Ermittlungen weiterzukommen. Es wird ein Wettlauf gegen die Zeit.

### Nebenhandlungen
Selbstverständlich gelingt es Bony am Ende seiner Ermittlungen, das Liebespaar zu vereinen. Und auch seine Vorgesetzten sind froh, ihn gesund wieder nach Brisbane zurückbringen zu können.
Wie in vielen seiner Romane schildert Arthur W. Upfield auch wieder ein eindrucksvolles Naturereignis. In diesem Fall ist es eine gigantische Kaninchen-Migration: Millionen der Tiere rennen gegen einen Kaninchen-Sperrzaun an, während die Arbeiter versuchen, den Zaun weiter zu erhöhen, damit die Tiere nicht über den Wall der am Zaun aufgetürmten toten Kaninchen über die Anlage strömen.

## Konstruktion
Die Handlung des Romans durchziehen immer wieder kulturelle Aspekte der Kalchut. Inwieweit Arthur W. Upfield hier Tatsächliches rezipiert und inwieweit er frei erfindet, ist schwer auszumachen. Der Kriminalfall tritt dahinter abschnittweise zurück. Arthur W. Upfield nimmt mit der Kultur der Aborigines ein Thema auf, das er auch in Ein glücklicher Zufall / The Sands of Windee und Das rote Flugzeug / Wings Above the Diamantina schon verwendet hat.
Das Bild, das der Autor von den Aborigines zeichnet, schwankt zwischen einer romantisierenden Haltung, die sie als die Zivilisation und frei von den „Schwächen“ weißer Zivilisation darstellt – wozu Arthur W. Upfield übrigens auch eugenische Aspekte zählt –, schreibt ihnen aber andererseits auch erhebliche kriminelle Energie zu. Dieses Bild wirkt inkohärent.

## Ausgaben
Mit dem Beginn des Zweiten Weltkriegs kamen zahlreiche Soldaten der U.S. Army nach Australien und lernten das Land auch durch die Krimis von Arthur W. Upfield kennen. Leseempfehlungen, die zurück in die Heimat vermittelt wurden, riefen den Verlag Doubleday auf den Plan, der die Rechte an sechs Romanen von Arthur W. Upfield erwarb. Zu diesen Werken gehörte auch The Bone is Pointed, das in den USA 1947 erschien. Eine deutschsprachige Ausgabe wurde 1965 veröffentlicht.
Soweit nicht anders angegeben, stammen die Angaben zu den englischsprachigen Ausgaben aus dem Katalog der Australischen Nationalbibliothek.
- Erstausgabe: The bone is pointed. Angus & Robertson, Sydney 1938[Anm. 2]
- Weitere britische und australische Ausgaben:
  - Hamilton, 1939[10]
  - Pan Books, London 1960.
  - Angus & Robertson, Sydney 1966.
  - Angus & Robertson, Sydney 1972, ISBN 0-207-12619-4
  - Angus & Robertson, Sydney 1984.[11]
  - Angus & Robertson (Eden Paperbacks), North Ryde, N.S.W., 1988, ISBN 0-207-15875-4
  - ISIS Large Print Books, o. O. 1993, ISBN 1-85695-335-1 (Großdruck)
  - ETT Imprint, Royal Exchange, NSW, 2020, ISBN 978-1-922384-50-8 (E-Book)
- US-amerikanische Ausgaben[12]:
  - Doubleday & company, Garden City, N.Y., 1947. Veröffentlichung für den Crime Club.
  - Garland Publications, New York 1976, ISBN 0-8240-2395-1 (Nachdruck der Ausgabe von 1947)
  - Collier Books, New York 1986, ISBN 0-684-18247-5
  - Scribner Paperback Fiction, New York, NY, 1998, ISBN 0-684-85057-5
- Deutschsprachige Ausgaben (übersetzt von Heinz Otto)[13] unter dem Titel Todeszauber:
  - Goldmann, München 1965 = Goldmann Kriminalromane 509
  - Goldmann, München 1965 = Goldmann Taschen Krimi 2111
  - Goldmann, München / Krimi-Verlag, Wollerau (Schweiz), 1974, ISBN 978-3-442-02111-6
  - 3. Aufl. Goldmann, München / Krimi-Verlag, Wollerau (Schweiz), 1977, ISBN 978-3-442-02111-6
  - 4. Aufl. Goldmann, München 1982 = Goldmann-Taschenbuch 2111 = Goldmann-Krimi, Rote Krimi, ISBN 978-3-442-02111-6
  - Goldmann, München 1988, ISBN 978-3-442-06244-7
  - 5. Aufl. Goldmann, München 1996, ISBN 978-3-442-02111-6
  - 6. Aufl. Goldmann, München 2004, ISBN 978-3-442-02111-6
- Darüber hinaus liegen weitere Ausgaben in anderen Sprachen vor, so in Französisch unter dem Titel L'os est pointé
  - Paris 1994, ISBN 978-2-264-01964-6
  - ETT Imprint, Royal Exchange, NSW, 2024. ISBN 9781923024939 (E-Book)